# Daniel Federspiel
Daniel Federspiel (ur. 21 kwietnia 1987) – austriacki kolarz górski i przełajowy, czterokrotny medalista mistrzostw świata i Europy MTB, a także zdobywca Pucharu Świata MTB.

## Kariera
Pierwszy sukces w karierze Daniel Federspiel osiągnął w 2008 roku, kiedy zdobył srebrny medal cross-country U-23 podczas mistrzostw Europy w St. Wendel. Na rozgrywanych cztery lata później mistrzostwach świata MTB w Leogang wywalczył brązowy medal w konkurencji cross-country eliminator. W zawodach tych wyprzedzili go jedynie Ralph Näf ze Szwajcarii i Słoweniec Miha Halzer. Był to pierwszy w historii medal zdobyty przez austriackiego kolarza MTB w rywalizacji mężczyzn. W 2013 roku zdobył złoty medal w eliminatorze podczas ME w Bernie, a kilka miesięcy później w tej samej konkurencji był drugi na mistrzostwach świata MTB w Pietermaritzburgu. Ponadto w sezonie 2013 został także pierwszym zwycięzcą klasyfikacji końcowej Pucharu Świata w eliminatorze, w której wyprzedził Niemca Simona Gegenheimera i Belga Fabrice'a Melsa. W 2014 roku ponownie zwyciężył na mistrzostwach Europy, jednakże w klasyfikacji końcowej Pucharu Świata 2014ego sezonu był tym razem trzeci, za Melsem i Gegenheimerem.
Startuje także w kolarstwie przełajowym - jest między innymi mistrzem kraju juniorów z 2005 roku i młodzieżowców z 2007 roku. Nie brał udziału w igrzyskach olimpijskich.